# Brongniartikentia
Brongniartikentia là một chi thực vật có hoa thuộc họ Arecaceae.

## Các loài
Hiện tại mới chỉ ghi nhận được 2 loài trong chi:
- Brongniartikentia lanuginosa H.E.Moore
- Brongniartikentia vaginata Becc.